# Giang Thành dạ cổ
Giang Thành dạ cổ (chữ Hán: 江城夜鼓, có nghĩa tiếng trống đêm Giang Thành), là tên hai bài thơ của Mạc Thiên Tứ; một bằng chữ Hán được xếp trong tập Hà Tiên thập vịnh (khắc in năm 1737), và một bằng chữ Nôm được xếp trong tập Hà Tiên thập cảnh khúc vịnh (chưa được khắc in). Cả hai bài đều nói đến tiếng trống canh ban đêm ở đồn Giang Thành thuộc trấn Hà Tiên xưa; nay thuộc huyện Giang Thành, tỉnh Kiên Giang, Việt Nam.

## Giới thiệu đề tài
Sông Giang Thành bắt nguồn từ Vương quốc Campuchia, xưa người Khmer gọi sông này là Prêk Ten, vì bên cạnh nó có một thôn ấp cổ tên là Tà Ten. Sông chảy vào Việt Nam theo hướng Bắc Nam, dài khoảng 23 km, rồi đổ vào vũng Đông Hồ ở thị xã Hà Tiên, trước khi ra vịnh Thái Lan.
Sông Giang Thành nối liền với kênh Vĩnh Tế, tạo thành tuyến đường thủy quan trọng từ thị xã Châu Đốc đến thị xã Hà Tiên. Nó cũng góp phần đưa nước ngọt từ sông Hậu về tỉnh Kiên Giang phục vụ cho sản xuất và sinh hoạt. Chỗ sông Giang Thành và kênh Vĩnh Tế gặp nhau gọi là ngã ba Giang Thành; và đây chính là một thắng cảnh của trấn Hà Tiên xưa, mà Mạc Thiên Tứ đã chọn làm đầu đề.
Thời Mạc Thiên Tứ cai quản trấn Hà Tiên, ông đã cho xây dựng ở Giang Thành một lũy đất dài 17 km, rộng khoảng 1m; chạy dài từ bờ sông đến chân núi Châu Nham, và cho đặt vài đồn canh phòng nhằm ngăn chặn sự xâm lấn của quân Chân Lạp dưới thời vua Nặc Bồn...

## Giới thiệu thơ

### Bài chữ Hán
| Nguyên tác: 江城夜鼓 天風迴繞凍雲高， 鎖鑰長江將氣豪。 一片樓船寒水月， 三更鼓角定波濤。 客仍竟夜鎖金甲， 人正干城擁錦袍。 武略深承英主眷， 日南境宇賴安牢。 | Phiên âm Hán-Việt: Giang Thành dạ cổ Thiên phong hồi nhiễu đống vân cao, Toả thược trường giang tương khí hào. Nhất phiến lâu thuyền hàn thủy nguyệt, Tam canh cổ giác định ba đào. Khách nhưng cánh dạ tỏa kim giáp, Nhân chính can thành ủng cẩm bào. Vũ lược thâm thừa anh chủ quyến, Nhật Nam cảnh vũ lại an lao. |

### Bài chữ Nôm
Bài này nằm trong tập Hà Tiên thập cảnh khúc vịnh, gồm một khúc vịnh dài 36 câu, và kết thúc bằng một bài thơ Đường luật như sau: 
Trống quân Giang thú nổi oai phong,
Nghiêm gióng đòi canh ỏi núi sông.
Đánh phá mặt gian người biết tiếng,
Vang truyền lệnh sấm chúng nghiêng lòng.
Phao tuôn đã thấy yên bao vạc,
Nhiệm nhặt chi cho lọt mảy lông.
Thỏ lụn sớm hầu trưa bóng ác,
Tiếng xe sầm sạt mới nên công.

## Lời bình

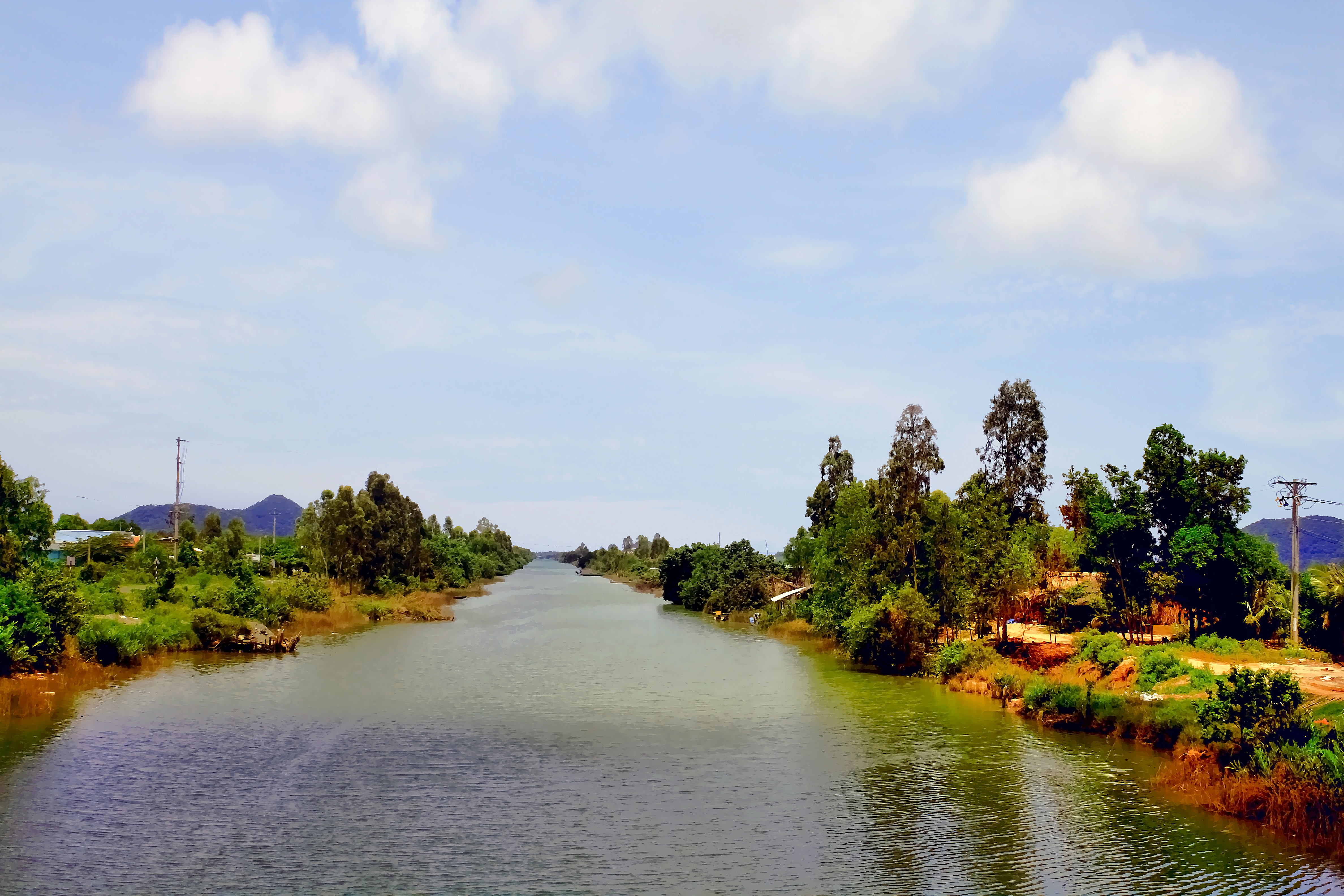
Kênh Hà Giang ở huyện Giang Thành ngày nay

Bài Giang Thành dạ cổ này sóng đôi với bài Tiêu Tự thần chung, thi sĩ Đông Hồ giải thích thâm ý của tác giả như sau: Ngoài việc để "tiếng chuông" chùa Tiêu đối lại với "tiếng trống" ở đồn Giang Thành; Mạc Thiên Tứ còn muốn nói lên rằng: một cảnh biểu thị cho đạo đức là chùa chiền, một cảnh biểu thị cho ý thức quân sự là đồn lũy.
Toàn thể hai bài đều tả tiếng trống canh ban đêm ở một đồn thú bên sông. Nhờ tiếng trống này mà đối phương không dám xâm lấn cõi bờ, giúp cho nước nhà được yên ổn, an vui.
Bình riêng cho bài Hán thi, Đông Hồ viết: Nửa bài trên tả tiếng vang động của trống mõ, khí thế hùng mạnh của quân lính; nửa bài dưới kể công lao của những người tướng sĩ, đem thân ra chống đỡ cho biên thùy được yên ổn, triều đình được vững vàng. Qua đây, tác giả còn có ý muốn kể công của mình đối với chúa Nguyễn ở Đàng Trong...